# Prionacalus iphis
Prionacalus iphis là một loài bọ cánh cứng thuộc họ Xén tóc.